# ヤテンガ県
ヤテンガ県(フランス語：Yatenga)はブルキナファソの北部地方の県。
2011年の人口は約62.7万人。
県都はワヒグヤ。

## 行政区画

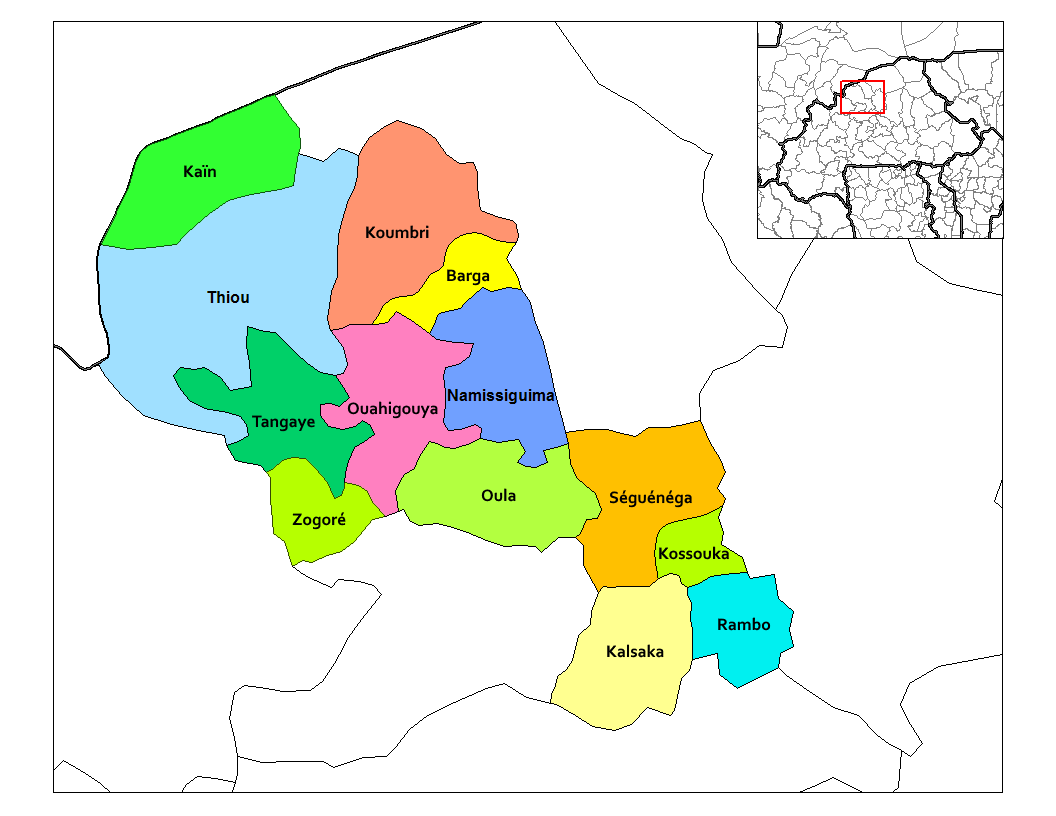
ヤテンガ県の郡

- カイン郡（英語版）
- カルサカ郡（英語版）
- クンブリ郡（英語版）
- ナミシギマ郡（英語版）
- ワヒグヤ郡（英語版）
- ウラ郡（英語版）
- ランボ郡（英語版）
- セゲネガ郡（英語版）
- タンガイェ郡（英語版）
- ティウ郡（英語版）
- ゾゴレ郡（英語版）

## 地理
- 北：ロルム県
- 東：バム県
- 南東：パッソレ県
- 南：ゾンドマ県
- 南西：スル県
- 西～北西：マリ

## 歴史
15世紀中頃、ガーナから北上したモシ人がタンコドゴを首都としてモシ王国を建国した。
その後、ワヒグヤを首都とするヤテンガ王国と、ワガドゥグーを首都とする中部モシ王国が独立した。
このモシ諸王国)はマリ帝国やソンガイ帝国から独立を保っていた。
19世紀後半、フランスがヤテンガ王国を滅ぼした。
残る2つの王国も間を置かず滅ぼされ、保護国とされた。
1902年、セネガンビア及びニジェールに編入された。
1904年、上セネガル及びニジェールに編入された。
1919年、フランス領オートボルタ植民地に編入された。
1960年8月5日、ブルキナファソとしてフランスから独立した

## 教育
2011年時点で、588の小学校と57の中学校が有った。

## 医療
2011年時点で、60の診療所と、20人の医者・207人の看護師が存在した。

## 文化
モシ人の仮面で知られている。